# Sphaeronella spinosa
Sphaeronella spinosa is een eenoogkreeftjessoort uit de familie van de Nicothoidae. De wetenschappelijke naam van de soort is voor het eerst geldig gepubliceerd in 1980 door Bradford.